# Черноморская атерина
Черноморская атерина (лат. Atherina boyeri pontica) — подвид Atherina boyeri — лучепёрых рыб семейства атериновых (Atherinidae). Рядом исследователей рассматривается в качестве самостоятельного вида Atherina pontica (Eichwald, 1838).

## Описание
Наибольшая длина тела 14-15 см, в среднем 10-12 см. Масса до 25 г, обычно 15 г. Продолжительность жизни около 5 лет. Тело удлинённое, невысокое, достаточно толстое, сжатое с боков, покрыто средней по размерам чешуей, которая частично покрывает голову. Рот большой, скошенный, вооруженный маленькими и слабыми зубами. Верхняя часть головы и спины темные, серовато-коричневые или серовато-зеленые, иногда почти черные, бока в верхней трети светлые, серовато-желтоватые или серовато-оливковые, серебристые, ниже, как и брюхо, серебристые или серебристо-белые. По бокам проходит серебристая полоса, выше которой и на спине, как правило, много мелких, неправильной формы, тёмных пятен (изредка они и ниже полосы).
От Atherina hepsetus отличается меньшим числом жаберных тычинок и числом поперечных рядов чешуи, узкой серебристой полосой шириной в один ряд чешуек и темными пятнами на спине и выше серебристой линии.

## Ареал
Азовское море и Чёрное море.

## Биология
Стайная пелагическая, очень подвижная рыба, широко пластичная к солености воды. Достаточно устойчива к загрязнению воды. Зимует в открытом море при температуре воды 6-7 °С на глубине 8-10 м, откуда в весеннее время, при прогреве воды до 8-10 °С, подходит на размножение и нагул в прибрежные мелководья с песчаным, песчано-илистым или ракушечным грунтом среди скал, камней и зарослей растительности. Половой зрелости достигает на 2-м году жизни. Размножение преимущественно с апреля по август, отмечалось также в марте и сентябре. Плодовитость рыб длиной 5,5-10,2 см составляла 354-3300 икринок. Нерест многопорционный, происходит в прибрежье открытых участков моря, в лиманах, заливах и т. п., обычно на глубине до 1-2 м среди растительности, в которой икра прикрепляется с помощью многочисленных нитевидных выростов ее оболочки. При температуре воды 22-25 °С личинки выходят из икры за 10 суток после ее оплодотворения. Стайки молоди, держатся в поверхностных слоях воды не глубже 10-15 см, вблизи берега. Молодь питается планктоном. Взрослые рыбы питается крупной добычей, в частности фитопланктоном и зоопланктоном, многощетинковыми червями, мелкими моллюсками, ракообразными, личинками и взрослыми насекомыми, а также мелкой рыбой.